# 埃米·特纳 (橄榄球运动员)
埃米·特纳（英語：Amy Turner，1984年3月25日—），澳大利亚女子橄榄球运动员。她曾代表澳大利亚七人制国家队参加2016年夏季奥林匹克运动会七人制橄榄球比赛，获得一枚金牌。